# Melytra ovata
Melytra ovata is een keversoort uit de familie Perimylopidae. De wetenschappelijke naam van de soort is voor het eerst geldig gepubliceerd in 1869 door Pascoe.